# Grande Prêmio Protetora do Turfe
Grande Prêmio Protetora do Turfe é a segunda prova em importância do Jockey Club do Rio Grande do Sul. Disputada em pista de areia, de galope plano, destina-se a thoroughbreds nacionais e estrangeiros de tres anos e mais idade.
Graduada como prova de grupo III . A partir de sua 71ª , (em 1992), versão passou a fazer parte das provas do Grupo II do turfe brasileiro. Voltando atualmente ao Grupo III.
Até 1958 era disputada no Hipódromo dos Moinhos de Vento. Em 1959 passou para o Hipódromo do Cristal, sempre em pista de areia.

## Data da Prova
É disputada tradicionalmente no feriado  de 7 de setembro , dia da Independencia do Brasil , e data da fundação da entidade pioneira de corrida de cavalos em Porto Alegre : sociedade Protetora do Turfe, fundada em 1905, que originou o clube atual. Atualmente a data varia para adequar-se as transmissoes televisivas em simulcastin com outros hipodromos. Em 2012 : dia 6 de setembro.

## Histórico da Competição
Em 7 de setembro de 1922, quando o Brasil comemorava 100 anos de independência, foi organizado pela então Sociedade Protetora do Turfe, em Porto Alegre, O Grande Premio Centenário, como parte das comemorações. Corrido na distância de 2400 metros no extinto Hipódromo dos Moinhos de Vento, com dotação maior de 10 contos de réis. Nos anos seguintes a prova foi realizada com o nome de Grande Prêmio Protetora do Turfe, em 2100m ou 2200m . Desde 1933 a distancia percorrida é 2200m ,que se mantém até hoje. 
- O vencedor do Grande Prêmio Centenário, considerado o primeiro Protetora foi o argentino Precursor (filho do argentino Sans Atout), de 7 anos, que também disputou e venceu o Grande Prêmio Bento Gonçalves, com o joquei Santo Rodrigues.
- Em 1959, Estensoro (filho do importado frances Estoc) , com Clovis Dutra, venceu o último Protetora no Hipodromo dos Moinhos de Vento; no ano anterior vencera o Bento.
- Lord Chanel  (filho do importado frances Lord Antibes, que vencera os Bentos de 1952 e 1953) vitoriou-se no primeiro Protetora no Hipodromo do Cristal, em 1960, com o joquei Mário Joaquim Rossano; no ano seguinte repetiria o feito.
- O gaucho Garve (filho do nacional Garboso), montado por Suedi Rodrigues, em 1978, 1979 e 1980, foi o primeiro e único até o momento a vencer esta prova por tres vezes consecutivas; venceu ainda uma vez o G. P. Bento Gonçalves.

Na reunião de diretoria da Sociedade Protetora do Turfe realizada em dezembro de 1944, em que foi decidida a troca de nome da entidade para Jockey Club do Rio Grande do Sul, ficou acertada a permanência da tradicional denominação do Grande Prêmio.
Descrição em sequencia histórica e agrupados pela distância do percurso:  ano da disputa, nome do vencedor, tempo medido em segundos e fracoes:

### Hipódromo Moinhos de Vento
2400m :
| Ano  | Vencedor  | País | Pai        | País | Égua Mãe | País | Dist   | 2° lugar | 3° lugar | Tempo   |
| ---- | --------- | ---- | ---------- | ---- | -------- | ---- | ------ | -------- | -------- | ------- |
| 1922 | PRECURSOR |      | SANS ATOUT |      | PICARA   |      | 2400mt |          |          | 159s1/5 |

2100m :
| Ano  | Vencedor  | País | Pai        | País | Égua Mãe   | País | Dist    | 2° lugar | 3° lugar | Tempo   |
| ---- | --------- | ---- | ---------- | ---- | ---------- | ---- | ------- | -------- | -------- | ------- |
| 1923 | PERTINAZ  |      | INDEX      |      | FLORECILLA |      | 2100mt  | TIFON    | -        | 139s2/5 |
| 1924 | PLENO     |      | CARLOS XII |      | ARTEMIX    |      | 2100mt  |          |          | 137s2/5 |
| 1925 | DINAZARDA |      | BARATIERE  |      | DALMACIA   |      | 2100 MT |          |          | 135s4/5 |

2200m :
| Ano  | Vencedor | País | Pai     | País | Égua Mãe      | País | Dist   | 2° lugar | 3° lugar | Tempo   |
| ---- | -------- | ---- | ------- | ---- | ------------- | ---- | ------ | -------- | -------- | ------- |
| 1926 | GOLOSO   |      | GRADELY |      | GOLOSINA      |      | 2200mt | DECAMPS  | -        | 144s    |
| 1927 | CHARMER  |      | YAGO    |      | CHARMING HOPE |      | 2200mt |          |          | 146s4/5 |

2100m :
| Ano  | Vencedor      | País | Pai          | País | Égua Mãe  | País | Dist   | 2° lugar | 3° lugar | Tempo    |
| ---- | ------------- | ---- | ------------ | ---- | --------- | ---- | ------ | -------- | -------- | -------- |
| 1928 | EDISON        |      | GRADELY      |      | RICUSA    |      | 2100mt |          |          | 140s     |
| 1929 | SCORPIO       |      | PILLO        |      | SENDA     |      | 2100mt |          |          | 139s 3/5 |
| 1930 | LANDE FLEURIE |      | COLLABORATOR |      | LAND LADY |      | 2100mt |          |          | 137s 2/5 |
| 1931 | LANDE FLEURIE |      | COLLABORATOR |      | LAND LADY |      | 2100mt |          |          | 137s 2/5 |
| 1932 | OMLET         |      | POLEMARCH    |      | FINTA     |      | 2100mt |          |          | 136s 2/5 |

2200m :

| Any  | Vencedor   | Pays      | Semental     | Pays      | Euga        | Pays      | Dist   | Segon     | Tercer        | Temps      |
| ---- | ---------- | --------- | ------------ | --------- | ----------- | --------- | ------ | --------- | ------------- | ---------- |
| 1933 | GIN PURO   | Argentina | MACON        | Argentina | GRAN SENORA | Argentina | 2200mt |           |               | 144s       |
| 1934 | LOMBARDO   |           | AIR RAID     |           | ASTER       |           | 2200mt |           |               | 143 2/5    |
| 1935 | OBOE       |           | OLDIMAN      | Argentina | NUX VOMICA  |           | 2200mt |           |               | 145s       |
| 1936 | MADCAP     | Argentina | CRAGANOUR    |           | MERROSE     |           | 2200mt |           |               | 145s 1/5   |
| 1937 | OUROEFIO   | Argentina | ENLAZADOR    | Argentina | LIBREA      |           | 2200mt |           |               | 145s 3/5   |
| 1938 | MORDISCON  | Argentina | LETEO        | Argentina | MUCHACHA    | Argentina | 2200mt |           |               | 144s 3/5   |
| 1939 | ABOUKIR    | Argentina | ZAMBO        |           | LADY DIVINE | Argentina | 2200mt |           |               | 144s 2/5   |
| 1940 | LINDAZO    | Argentina | SILURICO     | Argentina | LA CASCADA  |           | 2200mt |           |               | 144s 3/5   |
| 1941 | OUROFINO   | Argentina | COCLES       | Argentina | VICTORIANA  |           | 2200mt |           |               | 144s 3/5   |
| 1942 | ARDENT     | Argentina | SONGE        |           | APACHINETTE | Argentina | 2200mt |           |               | 146s       |
| 1943 | SEDUCTOR   | Argentina | SERIO        | Argentina | CANDIDE     | Argentina | 2200mt |           |               | 143s 3/5   |
| 1944 | SECRETO    | Argentina | COCLES       | Argentina | SEINE       | Argentina | 2200mt |           |               | 145s 4/5   |
| 1945 | TROMPO     | Argentina | TABLE GREEN  | Argentina | HAUTE COMBE | Argentina | 2200mt |           |               | 145s 1/5   |
| 1946 | MARIMOA    | Argentina | SONGE        |           | MIMI        | Argentina | 2200mt |           |               | 145s 2/5   |
| 1947 | OUROGRANFA |           | RULER        | Argentina | SUENO AZUL  |           | 2200mt | GRECIANO  | MARIMOA       | 146s 2/5   |
| 1948 | OUROPOUCO  |           | COCLES       |           | LATITA      |           | 2200mt |           |               | 147s 2/5   |
| 1949 | ASTUTO     |           | GALEON       |           | LA ASTUTA   |           | 2200mt |           |               | 145s       |
| 1950 | CARCEL     |           | NEW YEAR     | Argentina | CARY        | Argentina | 2200mt |           |               | 145s 3/5   |
| 1951 | MARECHAL   |           | MEULEN       | Argentina | LEONISE     |           | 2200mt |           |               | 144s 3/5   |
| 1952 | OLMO       | Argentina | LAPACHITO    | Argentina | GRECIAN     | Argentina | 2200mt | CARCEL    | ASTRO DE OURO | 145s       |
| 1953 | CARICIA    | Argentina | SAINT FILLAN | Argentina | CALLEJERA   | Argentina | 2200mt |           |               | 145s 3/5   |
| 1954 | BUCANERO   |           | BORRON       |           | GALEOTA     |           | 2200mt | DENIZETTE | CABARET       | 144s       |
| 1955 | MAJOR      |           | MEULEN       | Argentina | BIRDSHOP    | Argentina | 2200mt |           |               | 143s 3/5   |
| 1956 | GUAITIL    |           | NEW YEAR     | Argentina | TOSCA       | Argentina | 2200mt |           |               | 144s 4/5   |
| 1957 | DALMATA    |           | DAVISTAN     |           | EVER        |           | 2200mt |           |               | 143s       |
| 1958 | OURODUPLO  |           | DARK WARRIOR |           | PERFIDIA    |           | 2200mt | CORDIAL   | SALOMÃO(dh)   | 143s 4/5   |
| 1959 | ESTENSORO  |           | ESTOC        |           | PERFIDIA    |           | 2200mt |           |               | 141s (rec) |

### Hipódromo do Cristal
2200m: 

| Ano  | Vencedor         | País | Pai               | País      | Égua Mãe        | País      | Dist     | 2° lugar       | 3° lugar           | Tempo     |
| ---- | ---------------- | ---- | ----------------- | --------- | --------------- | --------- | -------- | -------------- | ------------------ | --------- |
| 1960 | LORD CHANEL      |      | LORD ANTIBES      |           | ALMA DE OURO    | Argentina | 2200mt   |                |                    | 144s      |
| 1961 | LORD CHANEL      |      | LORD ANTIBES      |           | ALMA DE OURO    | Argentina | 2200mt   |                |                    | 144s      |
| 1962 | ESTUPENDA        |      | ESTOC             |           | OUROCINZA       | Argentina | 2200mt   | LORD CHANEL    | OUROPOMBO          | 140s 2/5  |
| 1963 | EL TRONIO        |      | ELPENOR           |           | OREADA          | Argentina | 2200mt   |                |                    | 141s 3/5  |
| 1964 | OUROPOMBO        |      | NOGARO            |           | PALOMA          |           | 2200mt   | FILBAS         | EL CORSARIO        | 143s      |
| 1965 | TAKAKO           |      | NASSAU            |           | SANTUXA         |           | 2200mt   | ADMIROR        | TEM TEMPO          | 142s 1/5  |
| 1966 | DESCANSADO       |      | SALOMAO           |           | EAGLE QUEEN     |           | 2200mt   | SABOT          | EL TRONIO          | 140s4/5   |
| 1967 | ESTHETA          |      | FORT NAPOLEON     |           | QUADRILHA       |           | 2200mt   |                |                    | 143s      |
| 1968 | COREJADA         |      | ELPENOR           |           | ESTUPENDA       |           | 2200mt   |                |                    | 144s 2/5  |
| 1969 | KING TWIST       |      | TAKT              |           | FILLE DE TROIE  |           | 2200mt   | MOMASTRE       | LAZIO              | 142s 1/5  |
| 1970 | LEXICON          |      | ULTRA             |           | LA DERNIERE     |           | 2200mt   |                |                    | 141s 2/5  |
| 1971 | BILLY            |      | EMPENHO           |           | BLUE EYES       |           | 2200mt   |                |                    | 141s 3/5  |
| 1972 | LEXICON          |      | ULTRA             |           | LA DERNIERE     |           | 2200mt   | TRAGI FARSA    | POCONE             | 140s1/5   |
| 1973 | TRAGI FARSA      |      | EL TRONIO         |           | PIASTRA         |           | 2200mt   | OLDAK          | -                  | 142s 3/5  |
| 1974 | OTONAL           |      | GABIN             | Argentina | RANCHERITA      | Argentina | 2200mt   | PERGAMINHO     | JONICO             | 140s1/5   |
| 1975 | PERGAMINHO       |      | ALABASTRO         |           | OUROARA         |           | 2200mt   | ULEANTO        | PARPADEO           | 140s2/5   |
| 1976 | EL SUPREMO       |      | ELPENOR           |           | ESTUPENDA       |           | 2200mt   | FANERANTO      | ULEANTO            | 138s 4/5  |
| 1977 | BESTER           |      | URBELO            |           | PRAIANINHA      |           | 2200mt   | PACO RABANNE   | CHAMPOLLION        | 138s2/5   |
| 1978 | GARVE            |      | GARBOSO           |           | ARVEJA          |           | 2200 MT  | FARAMON        | UNDER              | 137s 2/5  |
| 1979 | GARVE            |      | GARBOSO           |           | ARVEJA          |           | 2200 MT  | ZABRO          | EL REBELDE         | 138s 2/5  |
| 1980 | GARVE            |      | GARBOSO           |           | ARVEJA          |           | 2200 MT  | TRIARCO        | FLATIRIS           | 138s4/5   |
| 1981 | PASSEUR          |      | PASS THE WORD     |           | TAIROA          |           | 2200 MT  | SNOW SCOTCH    | POLYORIN           | 145s      |
| 1982 | ZIRBO            |      | EGOISMO           |           | LEREIA          |           | 2200 MT  | CELTICO        | ZIRKEL             | 142s      |
| 1983 | ZIRBO            |      | EGOISMO           |           | LEREIA          |           | 2200 MT  | AUNANTE        | CELTICO            | 138s      |
| 1984 | ZIRKEL           |      | ST CHAD           |           | NUZA            |           | 2200 MT  | EDICION        | TAPERAO            | 140s2/5   |
| 1985 | NANTWO           |      | TONNERRE          |           | BORDUNETE       |           | 2200 MT  | INTERSTAR      | HIPER GENIO        | 141s      |
| 1986 | EL JACK          |      | RIGHT OFF         |           | PIPIA           |           | 2200 MT  | FAST MORE      | KEAGRAVO           | 143s 4/5  |
| 1987 | ELDAN            |      | ESBIRRO           |           | COLUMPIA        |           | 2200 MT  | HEITOR         | BENEDINI           | 140s      |
| 1988 | SUPREME GOLD     |      | BAR GOLD          |           | ANA BALA        |           | 2200 MT  | ENDYKID        | ARACATU            | 139ss 2/5 |
| 1989 | HIPER GENIO      |      | VIZIANE           |           | SCOTTISH QUEEN  |           | 2200 MT  | PELECHO        | JENNAGAH           | 140s4/5   |
| 1990 | HIPER GENIO      |      | VIZIANE           |           | SCOTTISH QUEEN  |           | 2200 MT  | ANATOLE        | LESTEUR            | 140s2/5   |
| 1991 | POCKER FACE      |      | EFESIVO           |           | POLAR CALL      |           | 2200 MT  | AIOROSO        | BIG BROTHER        | 140s5/10  |
| 1992 | CAP ANTIFER      |      | KURYAKIN          |           | NORTIA          |           | 2200 MT  | HARVEST MOON   | BESANCON           | 140s6/10  |
| 1993 | IPAO             |      | COPELAN           |           | BELLA SOLA      |           | 2200 MT  | URBAN HERO     | ATIMO              | 139s 6/10 |
| 1994 | CHECK CONTROL    |      | IMPRUDENT LARK    |           | DIORAMIM        |           | 2200 MT  | RUTILIO        | CHARLIE BROWN      | 139s8/10  |
| 1995 | LA BRAVA GUARDIA |      | ROBA FINA         |           | FLY AND RUN     |           | 2200 MT  | CHECK CONTROL  | PEGUY              | 140s 3/10 |
| 1996 | CALL ME FURY     |      | THUNDERING FORCE  |           | IMNISERT        |           | 2200 MT  | WULARO ROAD    | HUNGRY EMINENCE    | 137s 7/10 |
| 1997 | SUPER PURPLE     |      | PURPLE MOUNTAIN   |           | MANAMAKI        |           | 2200 M T | TIME SWITCH    | BIG KADU           | 139s 8/10 |
| 1998 | GRAN RICCI       |      | LODE              |           | MISS CLEEF      |           | 2200 MT  | GRAN PHINO     | HONEY STREET       | 139s6/10  |
| 1999 | RECOLLET         |      | PLEASANT VARIETY  |           | GENERALITE      |           | 2200MT   | FIGHTING IRISH | SOLAR MONTERREY    | 137s 8/10 |
| 2000 | UNDERGROUND FIRE |      | PERFECT PARADE    |           | INQUIETA DARK   |           | 2200mt   | JUSTUS MAGNUS  | VEILLE             | 137s 1/10 |
| 2001 | ASSAULTING RIDE  |      | ROI NORMAND       |           | LADY CHRIS      |           | 2200mt   | HANGARITO      | UNDERGROUND FIRE   | 136s 4/10 |
| 2002 | MUCHO DINERO     |      | SHUDANZ           |           | JUST THE FIRST  |           | 2200mt   | JUBA DE LEAO   | ZECOLMEIA          | 138s 8/10 |
| 2003 | TELLUS           |      | MINSTREL GLORY    |           | LARRIAGE        |           | 2200mt   | LUCKY LOAD     | ZECOLMEIA          | 138s 2/10 |
| 2004 | BEST FRIENDS     |      | PUNK              |           | SUPER CLARA     |           | 2200mt   | TRAY CARNIVAL  | MUCHO DINERO       | 141s 3/10 |
| 2005 | MYSTIC SUNSET    |      | KENETICO          |           | SPEAK FIGHTER   |           | 2200mt   | ZAFA           | MAHLER             | 139s      |
| 2006 | POWER TOPTEN     |      | DANCER MAN        |           | TOPTOPTOPTEN    |           | 2200mt   | LENFANT GATE   | GARY STEVENS       | 137s 6/10 |
| 2007 | REALLY THE FIRST |      | SHUDANZ           |           | JUST THE FIRST  |           | 2200mt   | BETTER BE GOOD | NORTHERN KING      | 138s 2/10 |
| 2008 | JAGUANUM         |      | PITU DA GUANABARA |           | DANCEY KATE     |           | 2200mt   | REI JAZZ       | BETTER BE GOOD     | 138s 3/10 |
| 2009 | MY MAJESTY       |      | VETTORI           |           | BEAUTIFUL BEE   |           | 2200mt   | NEW ROYALE     | MANE GOL           | 138s 8/10 |
| 2010 | SIGA GOLD        |      | SIGA BRAVO        |           | ROAD GOLD       |           | 2200mt   | SUNDOWN SALLON | P ICK PICK         | 139s 4/10 |
| 2011 | ASK ME NOT       |      | ARACAI            |           | ASSAI BELLA     |           | 2200mt   | CANTATUS       | PRINCIPE DOS MARES | 138s 7/10 |
| 2012 | FORCE TO FORCE   |      | ARAMBARE          |           | ALLEA JACTA EST |           | 2200mt   | A SK ME NOT    | PROVEN RIGHT       | 138s 7/10 |
| 2013 | VENDEL           |      | KNOW HEIGHTS      |           | MADAME DODGE    |           | 2200mt   | FORCE TO FORCE | JOINT CHIEF        | 138s      |

1900m , pista interina: 

| Ano  | Vencedor          | País | Pai        | País | Égua Mãe        | País | Dist   | 2° lugar       | 3° lugar   | Tempo    |
| ---- | ----------------- | ---- | ---------- | ---- | --------------- | ---- | ------ | -------------- | ---------- | -------- |
| 2014 | BEDUINO DO BRASIL |      | IMPRESSION |      | DELINQUENT BIRD |      | 1900mt | SAVE THE TIGER | BEST MAGIC | 123s2/10 |